# یواس‌اس رو (دی‌دی-۲۴)
یواس‌اس رو (دی‌دی-۲۴) (به انگلیسی: USS Roe (DD-24)) یک کشتی بود که طول آن ۲۹۳ فوت ۱۱ اینچ (۸۹٫۵۹ متر) بود. این کشتی در سال ۱۹۱۰ ساخته شد.